# Jerovska vas
Jerovska vas – wieś w Słowenii, w gminie Šmarje pri Jelšah. W 2018 roku liczyła 42 mieszkańców.